# 大根谷愛
大根谷愛（おおねや あい、1991年8月15日 - ）は、兵庫県出身のプロボウラー。JPBA第45期生（ライセンスNo.490）。所属はE-BOWLトマト。身長153cm。血液型0型。右投げ。配偶者あり。

## 略歴
1991年8月15日、兵庫県にて出生。兄が1人で2人兄妹。中学生の時に遊びに行くのが楽しくて、ボウリングを始める。高校に入り、JBCに所属し活躍。
2012年5月20日、JPBAプロ資格取得テスト（プロテスト）に2度目の挑戦で4位の成績で合格しプロ入りを果たした。
2015年7月28日に行われた2015プロボウリングレディース新人戦でプロ初優勝を飾った。
2017年10月20日、Round1 Cup Ladies 2017にて2勝目を挙げた。
2018年10月26日、Round1 Grand Championship Bowling JPBA決勝大会 2018にて3勝目を挙げた。
2023年7月21日、中日杯2023東海オープンボウリングトーナメントにて4勝目を挙げた。
2023年11月18日、全卸連プレゼンツ JPBA☆SSSカップ2023において、予選後半3Gシリーズで805(290/257/258)をマークし、自身プロ入り公式戦初となる800シリーズを達成した。

## 人物
- 師匠は村田和子プロ[7]。
- 趣味は、ショッピング。
- 目標：優勝。座右の銘は「挑戦」[7]。

## プロ入り後の主な戦績
※10位以内の順位のみ

### 公式戦
- 通算成績 4勝
- 公認パーフェクトゲーム達成 0回
- 公認800シリーズ 1回

#### 2013年
- スカイAカップ2013女子新人戦 - 2位

#### 2014年
- スカイAカップ2014女子新人戦 - 7位

#### 2015年
- * スカイAカップ2015女子新人戦 - 優勝（自身初タイトル）

#### 2017年
- ROUND1 CUP Ladies 2017本大会 - 優勝
- 第44回ジャパンオープン - 4位

#### 2018年
- グリコ17アイス杯第6回プロアマ - 6位
- 第34回 六甲クイーンズOP - 8位
- 第13回 MKチャリティカップ女子 - 2位
- ROUND1 GCB JPBA決勝大会R - 優勝
- ROUND1 GCB 2018 R - 2位

#### 2019年
- 全卸連JPBA☆SSSカップ2019 - 2位

#### 2020年
- 第36回 六甲クイーンズOPトーナメント - 7位
- 第1回 大岡産業レディースOPトーナメント - 10位
- 全卸連プレゼンツSSS Cup 2020女子 - 8位

#### 2022年
- 第15回 MKチャリティカップ女子 - 2位

#### 2023年
- KUWATA CUP 2023女子 - 5位
- グリコ17アイス杯第10回プロアマ - 6位
- 第39回 六甲クイーンズOPトーナメント - 2位
- 中日杯2023東海OPボウリングトーナメント - 優勝
- 大岡産業レディース[THE OPEN]トーナメント - 7位
- 2023山梨レディースプロボウリングトーナメント - 7位
- 第30回 千葉OPアニバーサリーボウリングトーナメント - 4位
- 第45回 STORMジャパンOPボウリング選手権 女子 - 10位
- 全卸連プレゼンツSSS Cup 2023女子 - 5位
- 「HANDA CUP」・全日本女子プロボウリング選手権大会 - 3位

#### 2024年
- 第17回 MKチャリティカップ女子 - 9位
- 2023山梨レディースプロボウリングトーナメント - 7位

2025年
- グリコ17アイス杯第12回プロアマ - 3位